# Saroba finipalpis
Saroba finipalpis är en fjärilsart som beskrevs av Walker 1858. Saroba finipalpis ingår i släktet Saroba och familjen nattflyn. Inga underarter finns listade.